# 特徵多項式
在線性代數中，對一個線性自同態（取定基即等價於方陣）可定義其特徵多項式，此多項式包含該自同態的一些重要性質，例如行列式、跡數及特徵值。

## 定義
設 {\displaystyle \mathbb {F} } 為域（例如實數或複數域），對佈於 {\displaystyle \mathbb {F} } 上的 {\displaystyle n\times n} 矩陣 {\displaystyle A}，定義其特徵多項式為
{\displaystyle p_{A}(t):=\det(tI_{n}-A)\in \mathbb {F} [t]}
這是一個 {\displaystyle n} 次多項式，其首項係數為一。
一般而言，對佈於任何交換環上的方陣都能定義特徵多項式。

## 性質
當 {\displaystyle A} 為上三角矩陣（或下三角矩陣）時，{\displaystyle p_{A}(t)=\prod _{i=1}^{n}(t-\lambda _{i})}，其中 {\displaystyle \lambda _{1},\ldots ,\lambda _{n}} 是主對角線上的元素。
對於二階方陣，特徵多項式能表為 {\displaystyle p_{A}(t)=t^{2}-\mathrm {tr} (A)t+\det(A)}。一般而言，若 {\displaystyle p_{A}(t)=t^{n}+a_{n-1}t^{n-1}+\ldots +a_{0}}，則 {\displaystyle a_{0}=(-1)^{n}\det(A)}，{\displaystyle a_{n-1}=-\mathrm {tr} (A)}。
此外：
- 特徵多項式在基變更下不變：若存在可逆方陣 {\displaystyle C} 使得 {\displaystyle B=C^{-1}AC}，則 {\displaystyle p_{A}(t)=p_{B}(t)}。
- 對任意兩方陣 {\displaystyle A,B}，有 {\displaystyle p_{AB}(t)=p_{BA}(t)}。一般而言，若 {\displaystyle A} 為 {\displaystyle m\times n} 矩陣，{\displaystyle B} 為 {\displaystyle n\times m} 矩陣（設 {\displaystyle m<n}），則 {\displaystyle p_{AB}(t)=t^{m-n}p_{BA}(t)}
- 凱萊-哈密頓定理：{\displaystyle p_{A}(A)=0}。